# Ottessa Moshfegh
Ottessa Moshfegh (Boston, Massachusetts; 20 de mayo de 1981) es una novelista estadounidense de ascendencia croata-persa.

## Carrera
Moshfegh colabora con The Paris Review; ha publicado seis historias en la revista desde 2012. Publicó su primera novela, McGlue, en 2014. Su novela Mi nombre era Eileen estuvo publicada en agosto de 2015, con buenas críticas. El libro fue seleccionado para el Premio Booker de 2016. Una colección de sus cuentos se publicó en 2017.

## Premios
- 2013–15 Wallace Stegner Fellowship de Stanford University[7]
- 2013 Plimpton Prize de Ficción del The Paris Review por el cuento "Bettering Myself"[8]
- 2014 Fence Modern Prize in Prose (judged by Rivka Galchen), inaugural winner for McGlue[9]
- 2014 Believer Book Award winner for McGlue[10]
- 2016 Hemingway Foundation/PEN Award por Mi nombre era Eileen[11]
- 2016 Man Booker Prize (nominada) por Mi nombre era Eileen

### Novelas
- McGlue (2014)
- Mi nombre era Eileen (Eileen) (2015). Alfaguara (trad. de Damià Alou)
- Mi año de descanso y relajación (2018). Alfaguara (trad. de Inmaculada C. Pérez Parra)
- La muerte en sus manos (Death in Her Hands) (2020). Alfaguara (trad. de Inmaculada C. Pérez Parra)
- Lapvona (2022) Alfaguara.

### Cuentos
- "Medicine", Vice, 1 de diciembre de 2007
- "Disgust", The Paris Review, N.º 202, otoño de 2012
- "Bettering Myself", The Paris Review, N.º 204 primavera de 2013
- "Malibu", Vice, 3 de julio de 2013
- "The Weirdos", The Paris Review, N.º 206, otoño de 2013
- "A Dark and Winding Road", The Paris Review, N.º 207, invierno de 2013
- "No Place for Good People", The Paris Review, N.º 209, verano de 2014
- "Slumming", The Paris Review, N.º 211, invierno de 2014
- "Nothing Ever Happens Here", Granta, Issue 131, primavera de 2015
- "The Surrogate", Vice, 5 de junio de 2015
- "Dancing in the Moonlight", The Paris Review, N.º 214 otoño de 2015
- "The Beach Boy", The New Yorker, 4 de enero de 2016
- "The Locked Room", The Baffler, primavera de 2016
- "An Honest Woman", The New Yorker, 24 de octubre de 2016

### Ensayos
- "Anything to Make You Happy", Lucky Peach, Mayo de 2015
- "How to Shit", The Masters Review, Octubre de 2015

### Colecciones
- Homesick for Another World, 17 de enero de 2017[12]